# فرانکو فریرو
 فرانکو فریرو (انگلیسی: Franco Ferreiro؛ زادهٔ ۱ ژوئیهٔ ۱۹۸۴) یک تنیس‌باز اهل برزیل است.